# ビバリー・オーデン
ベブ・オーデンとして知られるビバリー・オーデン（Beverly "Bev" Oden、女性、1971年3月19日 - ）は、アメリカ合衆国の元バレーボール選手。元アメリカ合衆国代表として、アトランタオリンピックに出場した。
テネシー州シェルビー郡ミリントン生まれ。スタンフォード大学でプレーし、1990年にはAVCA（全米バレーボールコーチ協会）の年間優秀選手に選出されている。実姉のキムも1985年に同賞を受賞している。
現在は、人気webサイト「About.com」のバレーボール関連でナビゲーターを務めており、同時に雑誌やメールマガジンなどで多くの記事を投稿している。
ビバリーは姉のキム、エレーナとともにアメリカ合衆国代表のオーデン三姉妹として知られる。

## 球歴
- 1991年 - パンアメリカン競技大会
- 1993年 - NORCECA選手権 銀メダル
- 1994年 - ワールドグランプリ
- 1994年 - 世界選手権
- 1995年 - パンアメリカン競技大会 銀メダル
- 1995年 - ワールドグランプリ 金メダル
- 1995年 - ワールドカップ
- 1996年 - アトランタオリンピック

出典: